# 1898 في الولايات المتحدة
فيما يلي قوائم الأحداث التي وقعت خلال عام 1898 في الولايات المتحدة.

## سياسة

### تعيين في المنصب
- 1 يناير – جون نانس غارنر عضو مجلس نواب تكساس.
- 1 يناير – كلايد رورك هوي عضو مجلس نواب كارولينا الشمالية.
- 13 يناير – ليزلي مورتيمر شو حاكم أيوا [الإنجليزية]‏.
- 28 أبريل – وليام آر دي وزير الخارجية الأمريكي.
- 30 سبتمبر – جون هاي وزير الخارجية الأمريكي.

### انتهاء فترة المنصب
- 25 يناير – جوزيف ماكينا نائب عام الولايات المتحدة.
- 27 أبريل – جون شيرمان وزير الخارجية الأمريكي.
- 9 أغسطس – فرانك أرلينغتون بريغز حاكم شمال داكوتا [الإنجليزية]‏.
- 16 سبتمبر – وليام آر دي وزير الخارجية الأمريكي.

## ظهور
- 1 يناير – القارب المكسور هو عمل روائي من تاليف المؤلف الأمريكي ستيفن كرين . وتتمحور حول تجربة كرين في النجاة بسبب غرق سفينته في البحر.
- 1 يناير – بيبسي شركة مشروبات غازية عالمية.

## كتب
من الكتب التي صدرت هذه السنة في الولايات المتحدة:
- 1 يناير – دورة اللولب من تأليف هنري جيمس.

## مواليد

### يناير
- 1 يناير – إلسي دريغس، أيداهو فنانة أمريكية.
- 2 يناير – جوزيبي إنريسي درّاج طريق إيطالي.
- 7 يناير – آرت بيكر
- 10 يناير – كاثرين بور بلودجيت فيزيائية أمريكية.
- 12 يناير – جيمي دوغلاس لاعب كرة قدم أمريكي.
- 16 يناير – مارغريت بوث
- 23 يناير – راندولف سكوت

### فبراير
- 12 فبراير – روي هاريس ملحن أمريكي.

### مارس
- 1 مارس – ماكس ستينكي
- 1 مارس – هومر آدمز هولت سياسي أمريكي.
- 19 مارس – بارتليت كورماك ممثل أمريكي.

### أبريل
- 1 أبريل – وليام جيمس سيديس عالم رياضيات، وأذكى شخص في العالم.
- 3 أبريل – جورج جيسيل
- 4 أبريل – أغنيس ايريس ممثلة أمريكية.
- 5 أبريل – داتش ديهنيرت
- 15 أبريل – بيت ديباولو

### مايو
- 23 مايو – سكوت اوديل كاتب أدب أطفال أمريكي.
- 24 مايو – هيلين توسيغ

### يونيو
- 6 يونيو – والتر إيبل
- 15 يونيو – جيمس ليندسي ألموند سياسي أمريكي.
- 28 يونيو – لويس كينغ

### يوليو
- 2 يوليو – هيو لاتيمر درايدن
- 4 يوليو – جيرترود ويفر
- 10 يوليو – ثيودور إديسون
- 17 يوليو – برنيس ابوت مصورة أمريكية.
- 21 يوليو – سارة كارتر موسيقية أمريكية.
- 25 يوليو – إريك هوفر فيلسوف أمريكي.

### أغسطس
- 22 أغسطس – ألكسندر كالدر فنان أمريكي.
- 22 أغسطس – ماري لينكولن بيكويث
- 26 أغسطس – كليم بيتشامب ممثل أمريكي.
- 29 أغسطس – بريستون ستورجس
- 30 أغسطس – شيرلي بوث

### سبتمبر
- 9 سبتمبر – هنري ستيلس بريدجس سياسي أمريكي.
- 26 سبتمبر – جورج غيرشوين
- 27 سبتمبر – تشارلز وليامز
- 28 سبتمبر – ليو تندلر ملاكم من الولايات المتحدة الأمريكية.

### أكتوبر
- 1 أكتوبر – فرانسيس سيرز فيزيائي أمريكي.
- 3 أكتوبر – مورغان فارلي ممثل أمريكي.
- 16 أكتوبر – وليام أو دوغلاس
- 18 أكتوبر – هال بي واليس منتج أفلام أمريكي.
- 29 أكتوبر – تشاك جارلاند لاعب كرة مضرب أمريكي.

### نوفمبر
- 25 نوفمبر - روبرت ثورن، إحاثي من الولايات المتحدة الأمريكية توفي عام 1960.
- 25 نوفمبر – جون باتريك لاعب رغبي أمريكي.
- 30 نوفمبر – جو لينش ملاكم من الولايات المتحدة الأمريكية.

### ديسمبر
- 3 ديسمبر – مونتي كولينز
- 5 ديسمبر – غريس مور
- 25 ديسمبر – جيسي بيامز فيزيائي أمريكي.

## وفيات

### فبراير
- 4 فبراير – توماس اندرو أوزبورن (مواليد 1836) سياسي أمريكي.

### مارس
- 11 مارس – وليام روسكرانس (مواليد 1819) سياسي أمريكي.

### مايو
- 19 مايو – أوران ميلو روبرتس (مواليد 1815) سياسي أمريكي.
- 22 مايو – إدوارد بيلامي (مواليد 1850)

### يونيو
- 6 يونيو – إيلي ليلي (مواليد 1838)

### أغسطس
- 7 أغسطس – جيمس هول (مواليد 1811)
- 9 أغسطس – فرانك أرلينغتون بريغز (مواليد 1858) سياسي أمريكي.

### سبتمبر
- 28 سبتمبر – توماس فرنسيس بايارد (مواليد 1828) سياسي أمريكي.

### أكتوبر
- 7 أكتوبر – إبراهام أوكي هول (مواليد 1826) سياسي أمريكي.